# Liste der Naturdenkmale in Großbeeren

Wappen von Großbeeren

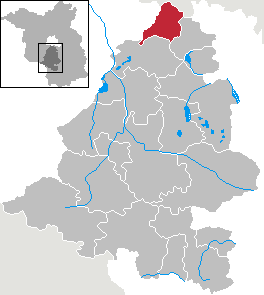
Lage von Großbeeren

Die Liste der Naturdenkmale in Großbeeren enthält die Naturdenkmale der brandenburgischen Gemeinde Großbeeren und ihrer Ortsteile, welche durch Rechtsverordnung geschützt sind. Naturdenkmäler sind Einzelschöpfungen der Natur, deren Erhaltung wegen ihres beeindruckenden Aussehen, ihrer Seltenheit, ihren Alter oder ihrer Eigenart sowie ihrer ökologischen, wissenschaftlichen, geschichtlichen, volks- oder heimatkundlichen Bedeutung im öffentlichen Interesse liegt oder den Landschaftsraum prägen. Grundlage sind die Veröffentlichungen des Landkreises Teltow-Fläming, wo durch die entsprechenden staatlichen Behörden per Rechtsverordnung oder Gesetz die Naturdenkmale festgesetzt wurden. Dabei wird durch die Festsetzung in 4 verschiedene Kategorien unterschieden:
- Bäume - „Bäume, Baumreihen, Baumgruppen, Alleen, Relikte natürlicher Wälder“[3]
- Findlinge[4]
- Naturdenkmal nass - „Hohlformen, Quellen/Salzaustritte, Moore, Moorseen, Feuchtwiesen, natürliche Bachläufe“[5]
- Naturdenkmal trocken - „Erosionsrinnen, Trockentäler, Dünen, Trockenhänge, Heiden, Erdfälle, Trockenrasen“[6]

## Legende
In den Spalten befinden sich folgende Informationen:
- Nr.: Identifizierungsnummer nach veröffentlichter Liste. Sie wird von der unteren Naturschutzbehörde des Landkreises oder der kreisfreien Stadt vergeben. Wenn sie bekannt ist, wird sie angegeben. In dieser Spalte kann sich zusätzlich das Wort Wikidata befinden, der entsprechende Link führt zu Angaben zu diesem Naturdenkmal bei Wikidata.
- Bezeichnung: Benennung des Naturdenkmals, in der Regel wird bei Bäume die Baumart genannt. Bekannte Eigennamen werden mit angegeben.
- Gemarkung: Ort oder Gemarkung, in der sich das Naturdenkmal befindet
- Lage: Nennt die Lage des Naturdenkmals im jeweiligen Ortsteil und die geografischen Koordinaten des Naturdenkmals. Link zu einem Kartenansichtstool, um Koordinaten zu setzen. In der Kartenansicht sind Naturdenkmale ohne Koordinaten mit einem roten beziehungsweise orangen Marker dargestellt und können in der Karte gesetzt werden. Denkmale ohne Bild sind mit einem blauen bzw. roten Marker gekennzeichnet, Denkmale mit Bild mit einem grünen beziehungsweise orangen Marker.
- Beschreibung: die Beschreibung des Naturdenkmales
- Schutzzweck: Erläutert den Grund der Unterschutzstellung
- Bild: Zeigt ein Bild des Naturdenkmales und gegebenenfalls ein Link zu weiteren Fotos im Medienarchiv Wikimedia Commons

## Diedersdorf

### Bäume
| Bild                                    | Bezeichnung                                                   | Lage | Beschreibung                                                               | Schutzzweck                                                                                | Nummer                                 |
| --------------------------------------- | ------------------------------------------------------------- | --- | -------------------------------------------------------------------------- | ------------------------------------------------------------------------------------------ | -------------------------------------- |
| Fotos hochladen                         | Friedenseiche (Baum)                                          | Diedersdorf, O Kirche; Flur 4, Flurstück 485 (hist. 95) (52° 20′ 21,9″ N, 13° 21′ 17,9″ O)               | ehemalig                                                                   | Landeskundliche Bedeutung                                                                  | Blattnummer: 48, Registernummer: B0641 |
| Direkt Bild zu diesem Denkmal hochladen | Eiche (Baum)                                                  | Diedersdorf, 1,7 km OSO Kirche; Flur 2, Flurstück 4/2 (Schutzstreifen) ()                                | ehemalig                                                                   | Eigenart (Alter, Größe),                                                                   | Blattnummer: 46, Registernummer: B0643 |
| Direkt Bild zu diesem Denkmal hochladen | Stieleiche (Baum)                                             | Diedersdorf, Kleinbeeren, 0,9 km O Kirche am Waldrand; Flur 2, Flurstück 44 (hist. 16/1/) ()             | ehemalig                                                                   | Eigenart (Alter, Größe, Ausbildungsform), Schönheit (Landschaftsbild)                      | Blattnummer: 52, Registernummer: B0730 |
| Fotos hochladen                         | Zwei Platanen (Platanus x hispanica) (Baumgruppe)             | Diedersdorf, 0,15 km SW Kirche, am Gutshaus; Flur 1, Flurstück 70 (HF) (52° 20′ 18,9″ N, 13° 21′ 8,3″ O) | Die beiden Platanen stehen südlich des Gutshauses im Biergarten der Anlage | Eigenart (Alter, Größe, Ausbildungsform)                                                   | Blattnummer: 41, Registernummer: B0733 |
| BW                                      | Elsbeere (Sorbus torminalis), Mehlbeere (Sorbus aria) (Allee) | Diedersdorf, 2,8 km N Kirche; Flur 2, Flurstück 8, 32, 43, 44 (52° 21′ 52,4″ N, 13° 21′ 39,1″ O)         | 13 Bäume einer Allee                                                       | Eigenart (Alter), Schönheit (Ortsbild), wissenschaftliche Gründe (Dendrologie), Seltenheit | Blattnummer: 39, Registernummer: B0735 |
| BW                                      | Ulme (Ulmus spec.)                                            | Diedersdorf, 50 m südlich Kriegerdenkmal, Flur 4 (52° 20′ 20,4″ N, 13° 21′ 18,6″ O)                      | Baum bei Alte Dorfstraße 44                                                | Eigenart (Alter, Schönheit)                                                                | Blattnummer: 43, Registernummer: B0932 |

## Großbeeren

### Bäume
| Bild                                    | Bezeichnung                                   | Lage | Beschreibung | Schutzzweck                                                           | Nummer                                 |
| --------------------------------------- | --------------------------------------------- | --- | ------------ | --------------------------------------------------------------------- | -------------------------------------- |
| Direkt Bild zu diesem Denkmal hochladen | Eiche (Baum)                                  | 0,3 km W Kirche; Flur 2, Flurstück 985, 987 (hist. 471/8, 472/7) ()                                                                        | ehemalig     | Eigenart (Alter, Größe), Schönheit (Ortsbild)                         | Blattnummer: 43, Registernummer: B0652 |
| Direkt Bild zu diesem Denkmal hochladen | Linde (Baum)                                  | Großbeeren, Kleinbeeren, Dorfanger O Teich; Flur 7, Flurstück 44356 ()                                                                     | ehemalig     | Eigenart (Alter, Größe)                                               | Blattnummer: 44, Registernummer: B0653 |
| Direkt Bild zu diesem Denkmal hochladen | Stieleiche (Baum)                             | Großbeeren, vor der Schule; Flur 3, Flurstück 1658 (hist.300, 301) ()                                                                      | ehemalig     | Eigenart (Alter, Größe),                                              | Blattnummer: 53, Registernummer: B0732 |
| BW                                      | Drei Stieleichen (Quercus robur) (Baumgruppe) | Großbeeren, beim Sportplatz; Flur 5, Flurstück 97 (52° 21′ 13,5″ N, 13° 18′ 44,9″ O)                                                       |              | Eigenart (Alter, Größe)                                               | Blattnummer: 48, Registernummer: B0749 |
| BW                                      | Linde (Tilia spec.) (Baum)                    | Großbeeren, Ecke Dorfaue - Straße „Am Sportplatz“; neben Dorfaue Nr. 6; Flur 2, Flurstück 954, 956, 961 (52° 21′ 13,5″ N, 13° 18′ 27,1″ O) |              | Eigenart (Alter, Größe)                                               | Blattnummer: 47, Registernummer: B0750 |
| BW                                      | Drei Stieleichen (Quercus robur) (Baumgruppe) | Großbeeren, 50 m südöstlich Eingang Sportplatz; Flur 5, Flurstück 49/2, 97, 98 (52° 21′ 9,3″ N, 13° 18′ 49,5″ O)                           |              | Eigenart (Alter, Größe, Ausbildungsform), Schönheit (Landschaftsbild) | Blattnummer: 46, Registernummer: B0933 |

## Heinersdorf/Osdorf

### Bäume
| Bild                                    | Bezeichnung                                     | Lage | Beschreibung                 | Schutzzweck                                                                       | Nummer                                 |
| --------------------------------------- | ----------------------------------------------- | --- | ---------------------------- | --------------------------------------------------------------------------------- | -------------------------------------- |
| BW                                      | Rotbuche (Fagus sylvatica) (Baumgruppe)         | Osdorf, Heinersdorf, Park, im S-Teil (Wasserentnahmestelle, sowie W davon); Flur 2, Flurstück 16/1 (52° 23′ 11″ N, 13° 19′ 19,2″ O) | ehemalig; 2 Bäume            | Eigenart (Alter, Größe)                                                           | Blattnummer: 49, Registernummer: B0684 |
| Direkt Bild zu diesem Denkmal hochladen | Esche (Baum)                                    | Osdorf, Heinersdorf, Dorfaue; Flur 2, Flurstück 93 (hist.15/9) ()                                                                   | ehemalig                     | Eigenart (Alter, Größe), Schönheit (Ortsbild)                                     | Blattnummer: 62, Registernummer: B0686 |
| BW                                      | Linde (Tilia spec.) (Baum)                      | Osdorf, Heinersdorf, ehem. Gutshof; Flur 2, Flurstück 97 (hist. 27/5) (52° 23′ 15,8″ N, 13° 19′ 25,5″ O)                            | neben Heinersdorfer Straße 5 | Eigenart (Alter, Größe)                                                           | Blattnummer: 56, Registernummer: B0687 |
| Direkt Bild zu diesem Denkmal hochladen | Maulbeerbaum (Baum)                             | Osdorf, Birkholz, W ehem. Schule; Flur 6, Flurstück 46296 ()                                                                        | ehemalig                     | Wissenschaftliche Bedeutung (Dendrologie), Landeskundliche Bedeutung              | Blattnummer: 51, Registernummer: B0689 |
| BW                                      | Sumpfzypresse (Taxodium distichum) (Baumgruppe) | Osdorf, Heinersdorf, Park, W-Teil am Teich; Flur 2, Flurstück 16/1 (52° 23′ 9,6″ N, 13° 19′ 15,1″ O)                                | 2 Bäume                      | Eigenart (Größe), Wissenschaftliche Bedeutung (Dendrologie)                       | Blattnummer: 54, Registernummer: B0690 |
| Direkt Bild zu diesem Denkmal hochladen | Stieleiche (Baum)                               | Osdorf, Heinersdorf, 0,8 km W Ortsrand; Flur 2, Flurstück 31/1, 30 ()                                                               | ehemalig                     | Eigenart (Alter, Größe)                                                           | Blattnummer: 56, Registernummer: B0742 |
| BW                                      | Linde (Baum)                                    | Osdorf, Heinersdorf, 0,1 km W Ortsrand; Flur 2, Flurstück 33/14, 30 (52° 23′ 9,3″ N, 13° 19′ 19,5″ O)                               | ehemalig                     | Eigenart (Alter, Größe)                                                           | Blattnummer: 49, Registernummer: B0743 |
| Direkt Bild zu diesem Denkmal hochladen | Lindenallee (Allee)                             | Osdorf, Osdorf, ehemalige Ortslage; Flur 3, Flurstück 44295 ()                                                                      | ehemalig                     | Landeskundliche Bedeutung                                                         | Blattnummer: 57, Registernummer: B0744 |
| BW                                      | Kulturbirne (Pyrus communis) (Baumreihe)        | Osdorf, Birkholz, 0,1 km O Ortsrand, an Weg; Flur 6, Flurstück 42 (52° 22′ 28,4″ N, 13° 22′ 22,1″ O)                                |                              | Eigenart (Alter), Schönheit (Landschaftsbild), Seltenheit, landeskundliche Gründe | Blattnummer: 53, Registernummer: B0745 |
| Direkt Bild zu diesem Denkmal hochladen | Drei Stieleichen (Baumgruppe)                   | Osdorf, Heinersdorf, NO-Rand; Flur 2, Flurstück 8, 97 (hist. 27/5), 93 (hist. 15/9) ()                                              | ehemalig                     | Eigenart (Alter, Größe), Schönheit (Ortsbild)                                     | Blattnummer: 45, Registernummer: B0831 |